# 北中省 (斯里蘭卡)
北中省是斯里蘭卡中北部內陸的一個省份。面積9,726平方公里。2001年人口為1,040,963人。首府阿努拉德普勒。下分2區。